# Profi (üzletlánc)

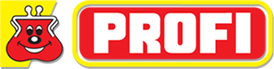
A korábbi logó

A Profi egy temesvári székhelyű üzletlánc, amely 1991 és 2012 között Magyarországon is jelen volt.

## Története

### Belgiumban és Luxemburgban
A láncot 1979-ben alapította a Louis Delhaize csoport. A csőd elkerülése érdekében 2001-ben a Profi és Match láncokat összevonták, és egyes Profi üzleteket Smatch néven nyitottak újra.

### Magyarországon

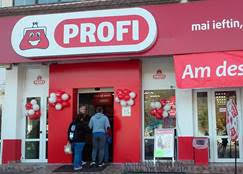
Profi üzlet Farkaslakán

A Profi Magyarország Zrt. a francia tulajdonban lévő Louis Delhaize csoport tagja volt. Első üzletét 1991. május 21-én nyitotta Balassagyarmaton. Magyarországon a Cora hipermarketek, a Match szupermarketek és a Profi diszkontok is a Louis Delhaize csoporthoz tartoztak.
A Profi 1989-ben, Magyarországon elsőként, nagykereskedelmi raktárházakból hozott létre élelmiszerdiszkont-hálózatot. Üzleteinek egy részét zöldmezős beruházással létesítette, másik részét a hajdani Közértek privatizációja során vásárolta, a Duna Füszért megvásárlásával.
Az üzletlánc az első magyarországi diszkontlánc volt, ugyanakkor sosem vált országos lefedettségűvé. Míg Komárom-Esztergom, Borsod-Abaúj-Zemplén és Szabolcs-Szatmár-Bereg megyékben számos jelentős településen jelen volt, a nyugati országrészekben sosem működtek Profi diszkontok.
1998-ban a Match szupermarket jogelődje, a Csemege Julius Meinl közös beszerzési céget hozott létre Provera néven a Profi diszkont és a Cora hipermarketlánc részvételével.
A hálózat a kétezres évek elejére elveszítette a terjeszkedési csatát a Penny Markettel és a Plussal szemben, de még 2007-ben is adott át új üzletet Nagykállón. A kétezres évek elején több helyen bezárta üzleteit az erősödő konkurenciaharc miatt (pl. Bp. 19. és 21. kerülete, Balassagyarmat, Kerepes, Hódmezővásárhely, Szeged). 2003-ban a lánc tulajdonosa bejelentette, hogy összevonja a Profit a Match szupermarketlánccal, de ez néhány teszt-üzletet leszámítva (Bp., Reitter Ferenc utca, II. Rákóczi Ferenc út) végül nem történt meg.
A kétezres évek végére a lemaradás egyre jelentősebb lett, az új versenytársak (Lidl, Aldi), az országszerte egyre erősebb Tesco, Auchan és Penny Market, valamint a Plust átvevő Spar mellett a Louis Delhaize csoport egyre nehezebben bírta a versenyt. Ebben szerepet játszott a versenytársakkal szembeni kisebb tőkeerő, valamint üzleteik elavultsága.
2012 novemberében a belga tulajdonos az üzleteket átadta a CBA és Coop üzletláncok részére, a Profi név így eltűnt Magyarországról. Előzetes hírek szerint a Coop 62, a CBA 48 üzletet szerzett meg a Match-Profi 178 üzletéből. A maradék üzleteket változatosan használták fel: több üzletet az Aldi (pl. Debrecenben, Monoron, Kerepesen és Nagykőrösön), a Penny Market (pl. Nyíregyházán, Záhonyban, Isaszegen, Gyömrőn, Encsen, Rakamazon), a Spar (Debrecenben) és a Pepco (Dorogon és Vásárosnaményban) vásárolt meg.
A Profi név jelenleg már csak Romániában van jelen, ahol szupermarket-lánccá alakítva üzemel.

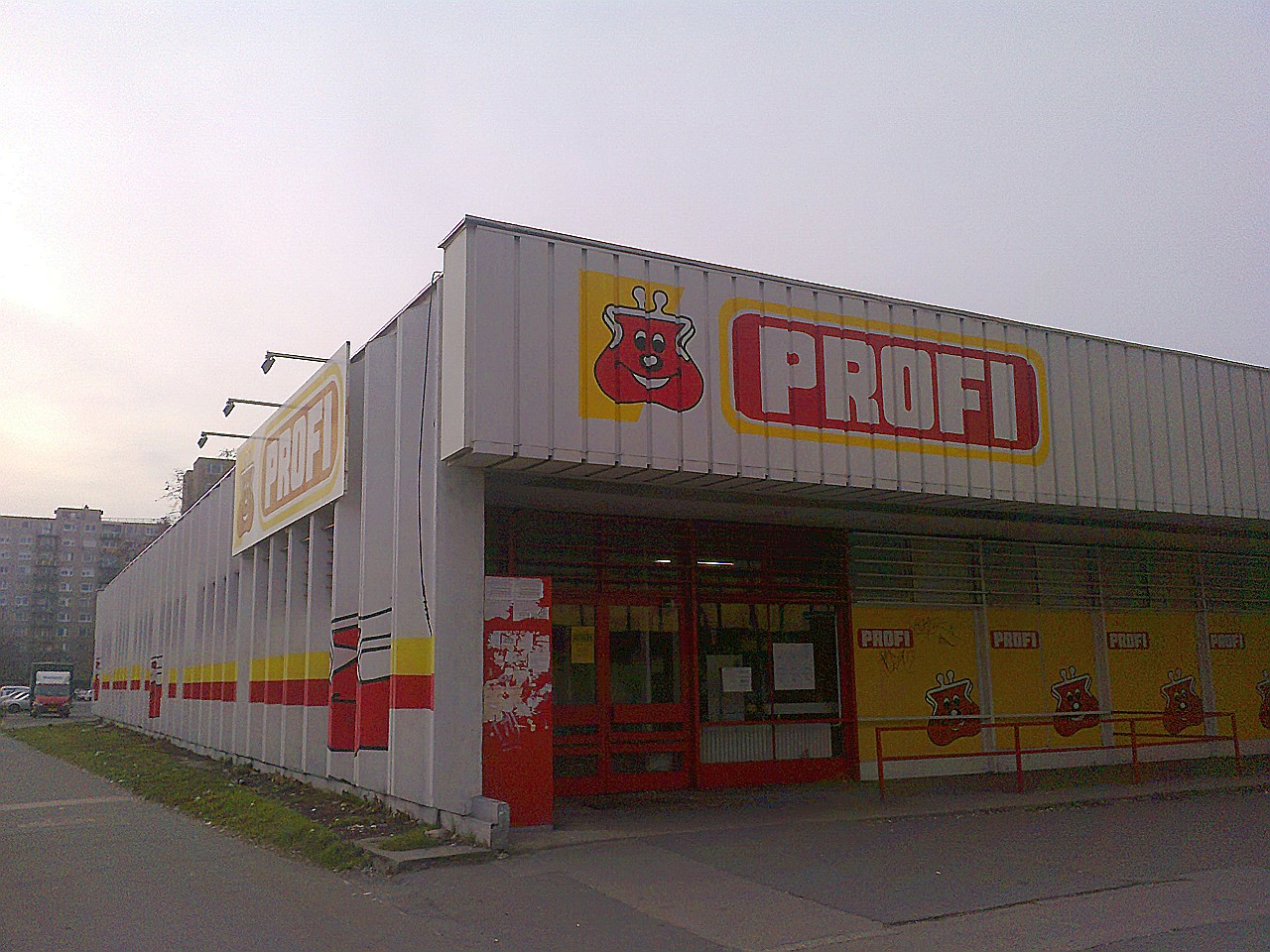
Bezárt Profi diszkont épülete 2013-ban Budapesten, az újpesti Tél utcában

### Romániában
Az első romániai Profi üzlet 2000-ben nyílt meg Temesváron. A 67 üzletből álló láncot 2009-ben megvásárolta a Polish Enterprise Fund VI tőkealap.
2010 óta a lánc jelentős növekedésnek indult: Profi City és Profi Loco néven számos boltot nyitottak. A hálózatot 2016 novemberében megvásárolta a MEP Retail Investments. 2019-re üzleteik száma ezerre nőtt.

## Profi márkák
Profi (sajátmárka)

## Profi külföldön
- Belgium (a Louis Delhaize csoport átkeresztelte Smatch névre)
- Luxemburg (a Louis Delhaize csoport átkeresztelte Smatch névre)
- Románia (értékesítve kockázati tőkecsoportoknak, szupermarket-lánccá alakítva)